# 熊紹儒
熊紹儒，贵州黔西人，中国近代政治人物。
毕业于东南大学教育系。民国28年（1939年），擔任中华民国遵义府婺川縣縣長。后由張有年接任。